# Salt, Sun and Time
| Recensione              | Giudizio   |
| ----------------------- | ---------- |
| AllMusic                | [ 1 ]      |
| Sputnikmusic            | 3.0 (Good) |
| Piero Scaruffi          | [ 3 ]      |
| Dizionario del Pop-Rock | [ 4 ]      |
| 24.000 dischi           | [ 5 ]      |

Salt, Sun and Time è il quinto album di Bruce Cockburn, pubblicato dalla True North Records nell'ottobre del 1974.

## Tracce
Lato A
Testi e musiche di Bruce Cockburn.
1. All the Diamonds in the World – 2:41
2. Salt, Sun and Time – 3:09
3. Don't Have to Tell You Why – 4:32
4. Stained Glass – 3:12
5. Rouler sa bosse – 3:47

Lato B
Testi e musiche di Bruce Cockburn, eccetto dove indicato.
1. Never so Free – 3:57
2. Seeds on the Wind – 7:00 (Bruce Cockburn, Eugene Martynec)
3. It Won't Be Long – 3:49
4. Christmas Song – 3:52

## Musicisti
- Bruce Cockburn - voce, chitarra
- Eugene Martynec - chitarra, sintetizzatore
- Jack Zaza - clarinetto

Note aggiuntive
- Bruce Anthony e Eugene Martynec - produttori (per la True North Productions)
- Registrato al Thunder Sound di Toronto (Canada) tra maggio ed agosto 1974
- Bill Seddon - ingegnere delle registrazioni
- Sam Murata - art direction
- Wayne Lum - design album
- John Bicknell - illustrazione
- Lyle Wachovsky - fotografia
- Bob Fresco - concept[9]